# 英国媒体

英国广播公司标志

影响力公司标志

英国新闻集团标志

英国的大众媒体（英語：Mass Media in the United Kingdom）包含几种不同的类别：电视、广播电台、报纸、杂志和网站等。并且，英国以其庞大的音乐产业和新晋艺术家而在国际享有盛誉，同时该国也还有庞大的广播电视及电影产业。
英国拥有许多媒体服务供應商，而其中最著名的则是其公共广播服务机构——英国广播公司。英国广播公司在英国境内最大的竞争对手为ITV电视公司（ITV plc），其运营着组成独立电视网的15家地方电视台中的13家，以及广播服务商天空公司。区域媒体则包括地方广播电台、电视台及纸制报纸。影响力公司（前身为“三一镜报”）运营着240家地方或区域性报纸。
文化傳媒及體育大臣对媒体机构的所有权及广播业务负有全面责任。

## 受众概况
据估计在2009年，英国个人平均每天观看3.75小时的电视和收听2.81小时的广播电台。英国广播公司的主要公共服务广播频道占英国所有电视频道收视率的28.4%；英国三大主要独立频道（ITV、Channel 4和Channel 5）总体占英国收视率的29.5%；而日益重要的卫星电视频道及数字电视频道则占据了剩下的42.1%。 自1970年代以来，英国的报纸销量一直在下降，2009年有42%的人报告说每天阅读一份全国性报纸。 2010年，英国82.5%的人口是互联网用户，在当年互联网用户总数最多的20个国家中是比例最高的。

## 主要新聞機構

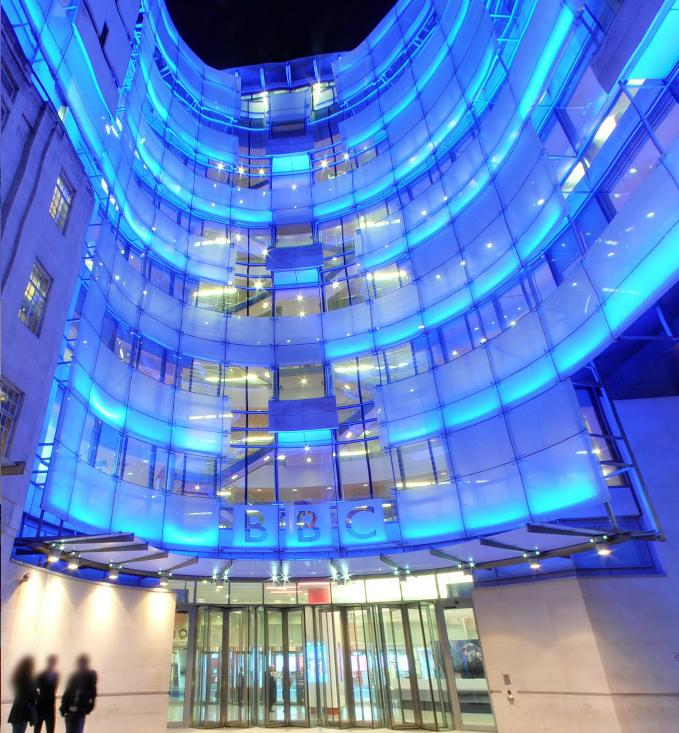
BBC总部广播大楼的夜景

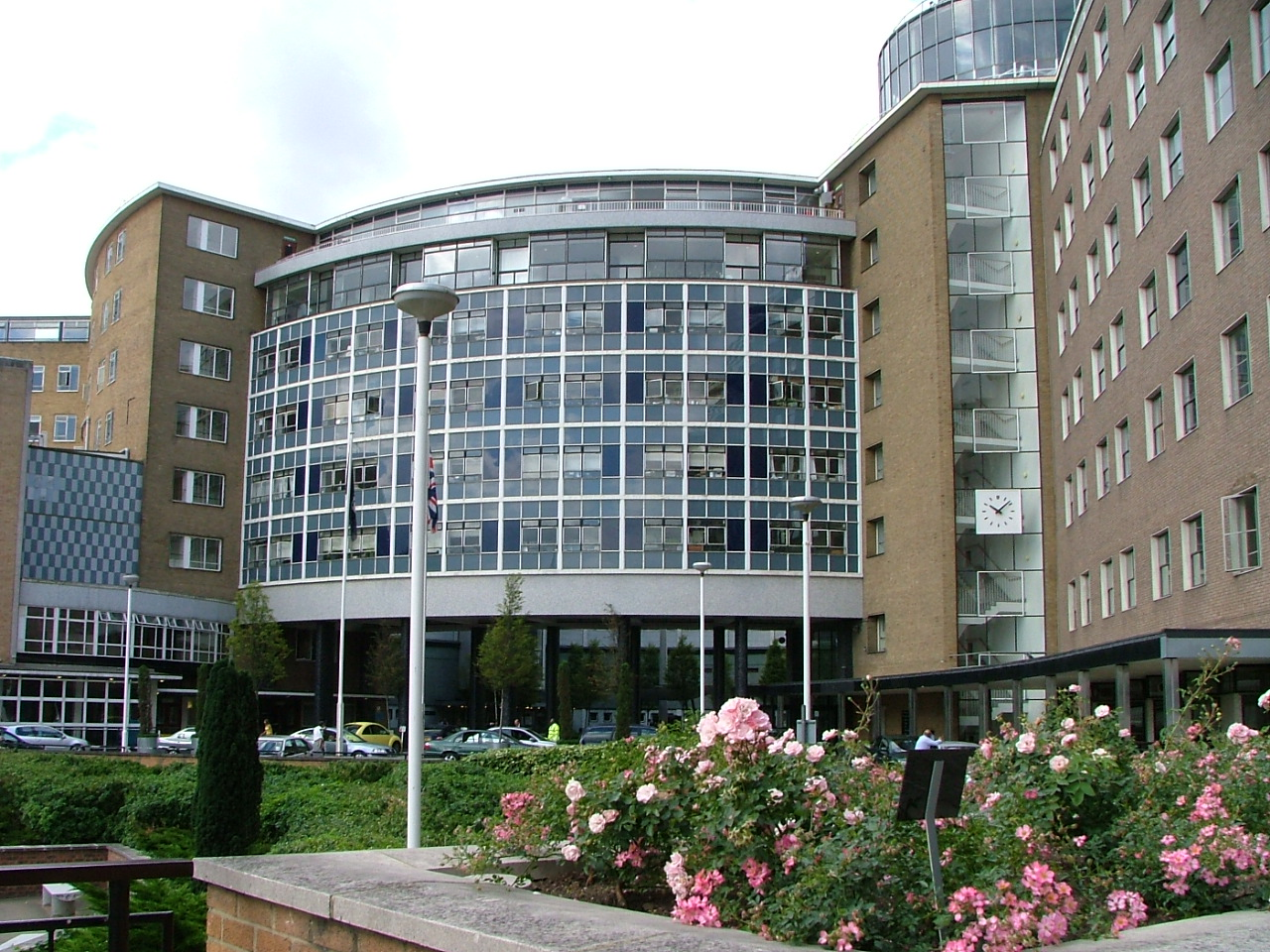
BBC电视部门总部电视中心

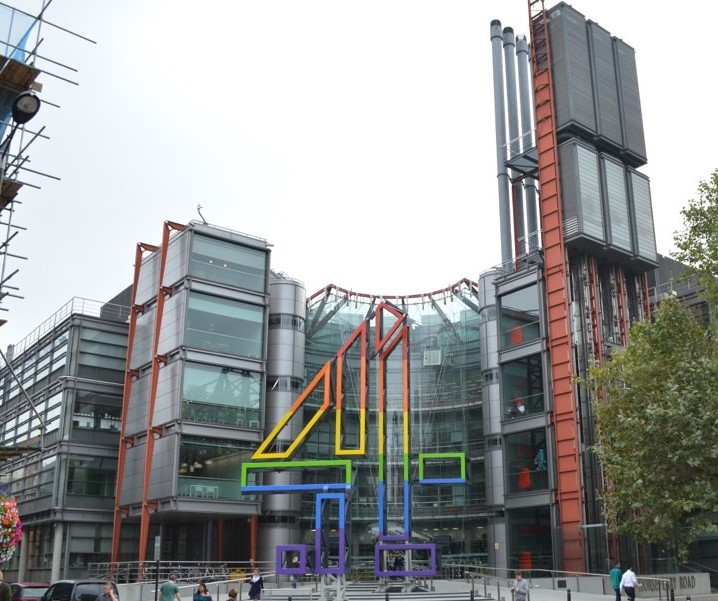
第四频道公司总部大楼

### 英國廣播公司 ()
英国广播公司是英国的全国性广播公司。它的总部位于伦敦的广播大楼，是世界上历史最悠久的全国性广播机构，同时也是全球员工人数最多的广播公司。英国广播公司目前共有员工超过22,000人，其中大约19,000人受雇于其公共广播部门。 英国广播公司是根据皇家特许状而成立，并依据其与文化傳媒及體育大臣的协议进行运营。 它的运营成本主要由电视许可费支付，这笔费用则由所有使用任何可以接受或录制电视广播直播设备及安装iPlayer的家庭、公司和组织支付。 电视许可费的金额由英国政府制定，但需经英国国会批准。 这笔费用用于资助英国广播公司在覆盖英国构成国、属地及海外领土全境的广播、电视和在线服务。而从2014年4月1日开始，这笔费用还将用于资助BBC世界服务，该服务以28种语言向全球广播；并提供阿拉伯语和波斯语的综合性电视、广播及在线服务。
英国广播公司在英国境内及国际上运营着许多电视频道，除了比较著名的BBC电视一台和BBC电视二台外，还包括文化和纪录片频道BBC电视四台、新闻频道BBC新闻台和BBC世界新闻台、国会频道BBC国会台，以及儿童频道CBBC和CBeebies；同时还经营着网络电视BBC电视三台。
英国广播公司共有10个广播电台服务于整个英国，另外还有7个广播电台位于“构成国地区”（苏格兰、北爱尔兰和威尔士）；以及39个地方广播电台服务于英格兰的特定地区。这其中包括：BBC广播一台，主要播出最新音乐和流行风尚并以其排行榜节目而闻名；BBC广播二台，主要播放成人当代音乐、乡村音乐、灵魂音乐以及其他多种类型的音乐；BBC广播三台，主要播出古典音乐、爵士音乐、世界音乐等类型音乐及歌剧、戏剧、文化和艺术类节目。此外，BBC广播三台还会播出BBC管弦乐和合唱团的表演，并在每年夏天现场直播和完整播出逍遥音乐会。并且还会定期制作播出古典戏剧和新戏剧。除了上述三个广播频率，英国广播公司还有专注时事、科学、历史、事实和包括喜剧和戏剧在内语言节目等内容的BBC广播四台，以及全天播出新闻、体育和谈话节目的BBC广播直播五台。
而在这5个广播频率之外，英国广播公司还经营着5家仅提供数字广播和流媒体服务的广播频率。这些广播频率在BBC电台五大频率的基础上进行补充和扩展，并全员于2002年推出。BBC广播一台特别频道是BBC广播一台的姊妹频道，主要以播出最新黑人音乐及都市音乐为主。BBC广播直播五台特别频道是BBC广播直播五台的姊妹频道，主要播出额外的体育分析节目，同时也包括常规体育节目。BBC广播六台音乐频道以播出非主流音乐并为新艺术家提供表演平台而著称。BBC广播四台特别频道主要播出档案戏剧、喜剧和儿童节目。而最后的BBC亚洲人广播网则主要为亚裔社区提供音乐、谈话及新闻节目。
除了上述全国性广播电台之外，英国广播公司还为英格兰及海峡群岛地区提供了40家BBC本地电台进行服务。这些电台的命名方式大致有三种：一是以特定城市为名（例如：BBC布里斯托尔电台），广播范围为该城市及周边地区；二是以特定郡或区域为名（例如：BBC三郡电台），广播范围也是面向该郡或该区域；三是以特定地区为名（例如：BBC索伦特电台），广播也是面向该地区。而另外6家电台则是面向英国广播公司所说的“国家地区”进行广播，它们分别是：面向威尔士的BBC威尔士电台（使用英语）和BBC威尔士语电台（使用威尔士语）；面向苏格兰的BBC苏格兰电台（使用英语）和BBC盖尔语电台（使用苏格兰盖尔语）；以及面向北爱尔兰的BBC阿尔斯特电台和BBC福伊尔电台，后者是从BBC埃尔斯特电台选择推出并面向北爱尔兰西北地区广播的电台。
BBC世界服务面向国际受众提供超过33中语言（包括英语）的新闻、时事和资讯内容，它在全球覆盖超过150个国家或地区的首都城市。据估计，它每周有1.92亿受众，其网站每周有3800万访客。 该服务由英国外交部管理的议会补助金资助。
BBC在线运营着众多子网站，这些网站专注于围绕科学、自然和野生动物、艺术和文化、宗教和伦理、食品、历史和语言等不同类型的知识主题。例如：BBC饮食（BBC Food）包含英国广播公司旗下各档烹饪节目里的各种食谱；BBC历史（BBC History）分享关键事件或人物的互动时间线；BBC自然（BBC Nature）包含自然和生物的数据库；BBC语言（BBC Languages）则教授40种语言的短语等。 而在其中最受欢迎的莫过于你的画廊，该网站对每幅公有领域的画作进行了编目以供公众查看。
其他由英国广播公司提供的服务还包括BBC音乐、BBC电影、BBC地球、BBC天气、BBC学习、BBC学校、BBC研究、BBC档案、BBC声音、BBC文化等。

### 天空 ()
天空公司是一家提供电视和宽带互联网服务的广播及电信公司。其旗舰产品为Sky Q；而它的旗舰频道则有天空娱乐台、天空艺术台和天空大西洋台。

### 英國電視台 (UKTV)
英国电视台是一家多频道电视广播公司并是英国最大的电视公司之一，它由BBC工作室全资拥有。英国电视台于1992年11月1日成立，当时它由英国广播公司与泰晤士电视的合资公司所有。英国电视台旗下各频道可以通过英国或爱尔兰境内的卫星电视及有线电视服务商订阅观看。另外，英国电视台的大卫频道、戏剧频道和昨日频道则可以通过英国境内的两家免费无线电视服务商Freeview和Freesat订阅收看，但这些频道上所播出的内容大多是BBC档案里的重播节目。

### 獨立電視公司 ()
独立电视公司是英国广播公司在英国全境内的主要竞争对手，其拥有组成独立电视网的15家加盟台中13家电视台的所有权。

### 路透社 (Reuters)
路透社是一家成立于英格兰并且总部设在伦敦国际通訊社。它在全球约200个办事处共计雇佣了超过了2,500名文字记者和600名摄影记者。

### 英國新聞集團
英国新闻集团是《泰晤士报》、《星期日泰晤士报》等报刊目前的出版商。

## 媒体中心

### 伦敦
伦敦在英国的媒体领域里占据着领导地位，这是由于英国大部分的全国性报纸、电视网及广播网的总部都设在这里；最著名的媒体中心包括舰队街和BBC广播大楼。伦敦的本地专业报纸《金融城早报》是一份免费的专注商业的报纸，于每周一到周五发行。它通常在早上6点左右在伦敦通勤车站提供；并在金融城、金丝雀码头和伦敦市中心其他地方等关键地点分发。

### 大曼彻斯特

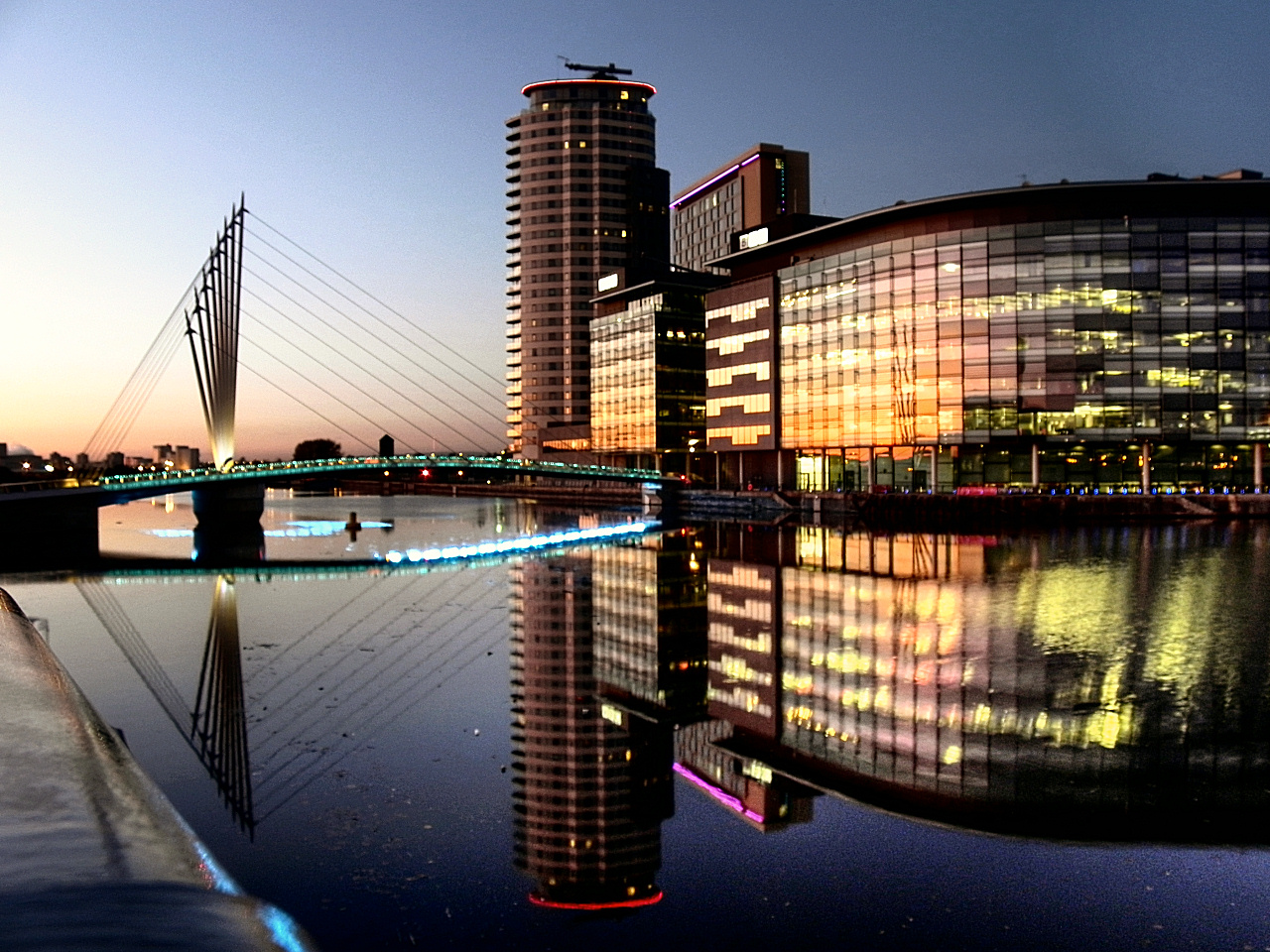
位于大曼彻斯特郡的英国媒体城是英国最大的媒体制作机构。

大曼彻斯特郡也是英国重要的全国性媒体中心。位于索尔福德市的占地200 acre（81 ha）的英国媒体城是媒体制作设施，也是大曼彻斯特郡著名的媒体中心。
英国全国性大报《卫报》于1821年在曼彻斯特创立，直至1959年之前还名为《曼彻斯特卫报》。而到了1950年代，随着英国电视业的兴起，格拉纳达电视台由辛德尼·伯恩斯坦创建。因此，格拉纳达工作室也成为了全英国第一家专门建设的电视工作室。而由格拉纳达电视台和格拉纳达工作室制作的著名电视节目包括《加冕街》和《成长系列》等。英国广播公司目前旗下的六个主要业务部门有两个设立在曼彻斯特：BBC北方集团，其包括许多重要事业单位，例如：BBC晨间新闻部门、BBC儿童部门、BBC体育部门、BBC广播第五直播频率和BBC西北部门；以及BBC未来媒体。此外，独立电视台也有两个重要部门设立在这里，ITV工作室负责为独立电视公司的英国及国际电视网制作节目；而ITV格拉纳达电视台则是独立电视公司在该区域的电视服务提供商。另，索尔福德大学也在英国媒体城设立了媒体校园与研究中心。

### 其他核心地点
爱丁堡和格拉斯哥，以及卡迪夫分别是苏格兰和威尔士重要的报纸和广播制作中心。

## 印刷媒体
新闻自由于1695年在英国正式确立。 出版商约翰·沃尔特在1785年创立了《泰晤士报》；这是英文报业圈首家使用“（时报）”为报名的报纸，而这个名字影响了后来世界各地的其他报纸（例如：《纽约时报（New York Times）》、《洛杉矶时报（Los Angeles Times）》等）。同时《泰晤士报》也是目前广泛使用的字体“泰晤士新罗马字体”首先使用者，该字体是由该报委托并在斯坦利·莫里森的监督下由[[维克多·拉登特}}设计完成。

## 广播媒体

### 電視
英國電視的定期廣播服務始於1936年，該服務為一項無廣告的公共服務；而英國早在1926年就首次進行了機械掃描電視傳輸實驗。目前，英國境內通過諸多節目分發渠道提供了一系列免費接收、免費觀看及付費電視服務；通過這些服務，消費者可以觀看大約480個電視頻道（含點播頻道）。 六個主要頻道所有者為英國觀眾提供了大部分觀看內容。
每年英國的電視製作機構製作大概27,000小時時長的國內節目，耗資約26億英鎊。 自2012年10月24日起，隨著北愛爾蘭的模擬傳輸結束，英國的所有電視廣播均採用數字格式。數字電視節目通過無線、有線、衛星及IPTV等方式進行傳輸。截至2003年，英國53.2%的家庭通過無線觀看，31.3%通過衛星觀看，15.6%通過有線觀看。

## 网络媒体
英国在互联网的起源和发展阶段就一直参与其中。英国的电信基础设施公司们为英国的企业和个人提供了多种形式的互联网接入服务，这其中就包括光纤线路、有线线路、数字线路、无线网络和移动网络等。
英国拥有互联网接入如无的家庭比例从1998年的9%增长到2019年的93%。2019 年，几乎所有（99%）16至44岁年龄段的英国人都在近期使用过互联网，而75岁及以上年龄段的英国人比例则为47%；总体而言，在欧洲排名第三。每个英国网上购物者的家庭消费占比其他任何国家都要高。2016 年互联网用户人均互联网带宽位居全球第7位，2017年互联网连接平均和峰值速度位居前四分之一。2020年，英国的互联网使用量翻了一番。英国访问量最大的网站包括google.com、youtube.co.uk、facebook.com、bbc.co.uk、google.co.uk和ebay.co.uk。

## 媒体规管

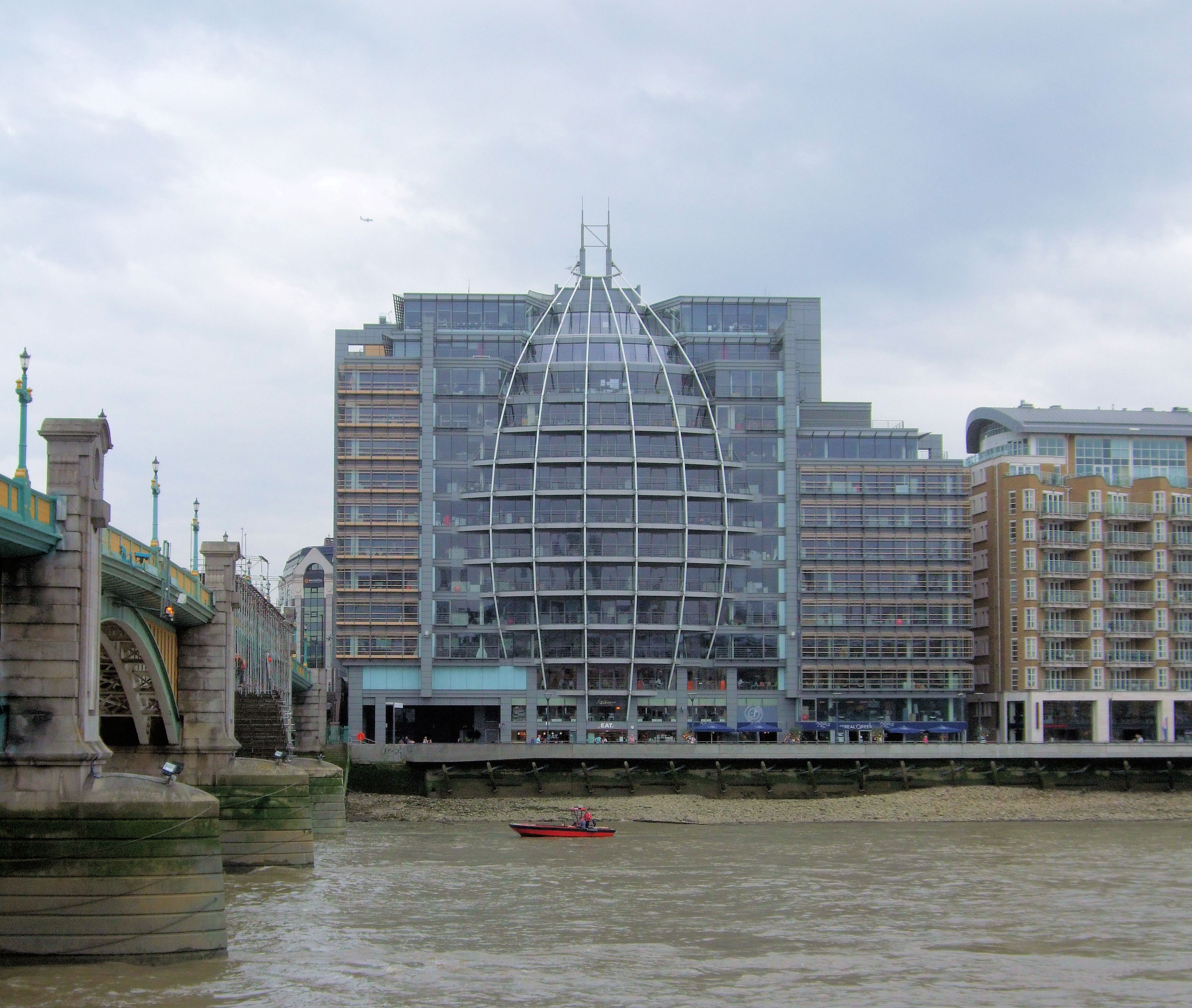
英国通讯管理局总部大楼

在列文森调查之后，根据《关于新闻自律的皇家特许状》的要求而设立了新闻鉴别委员会以裁判新闻监管机构是否根据《皇家特许状》的认可标准而符合列文森调查。到了2016年，英国出现了两个新闻监管机构。一个是独立新闻标准组织，它负责监管英国国内大部分的全国性报纸及其他媒体；而另一个则是独立新闻监察组织，它所负责监管的媒体要少许多，但它却是新闻鉴别委员会唯一认可的机构。
英国的广播媒体（包括电视、电台和视频点播等）、电信和邮政服务则都受到英国通讯管理局的监管。 英国通讯管理局在电视、广播、电信和邮政部门拥有广泛的权力。它有法定义务通过促进竞争和保护公众免受有害或攻击性材料的侵害来代表公民和消费者的利益。

## 延伸阅读
- Mark Sweney. . The Guardian (London: Guardian News & Media Limited). 2015-10-21  [2020-12-20]. （原始内容存档于2021-04-22） （英语）.

- Euromedia Research Group. Mary Kelly; Gianpietro Mazzoleni; Denis McQuail , 编.  Expurgated Edition. New York City: Sage Publications. 2004. ISBN 9780761941323 （英语）.

- Alison Harcourt. . Manchester: Manchester University Press. 2005. ISBN 9780719066443 （英语）.